# Drew Roy
Andrew 'Drew' Roy (Clanton, 17 mei 1986) is een Amerikaans acteur. Hij speelde in diverse films en series, waaronder Secretariat, iCarly en Falling Skies.

## Filmografie

### Film
- 2006: Curse of Pirate Death, als vriendje
- 2007: Blink
- 2009: Tag, als Josh
- 2010: One Wish
- 2010: Costa Rican Summer, als Doobie
- 2010: Secretariat, als Seth Hancock
- 2013: Running Up That Hill, als Chad
- 2014: Dissonance, als Matt
- 2016: Sugar Mountain, als Miles West
- 2019: The Murder of Nicole Brown Simpson, als Ron Goldman

### Televisie
- 2009: Lincoln Heights, als Travis Benjamin
- 2009-2010: iCarly, als Griffin
- 2009-2011: Hannah Montana, als Jesse
- 2011-2015: Falling Skies, als Hal Mason
- 2017: Timeless, als Joel
- 2017: The Last Ship, als Christos Vellek
- 2017: When the Streetlights Go On, als Mr. Carpenter
- 2018: Blood, Sweat and Lies, als Carter
- 2021: iCarly, als Griffin